# Ministère des Collectivités territoriales
Le ministère des Collectivités territoriales et du Développement régional (en norvégien : Kommunal- og distriktsdepartementet, KDD) est le département ministériel responsable des collectivités territoriales, de l'administration publique, du logement, de l'aménagement du territoire, des télécommunications et des élections du royaume de Norvège.

## Historique
Le ministère des Collectivités territoriales et du Travail (Kommunal- og arbeidsdepartementet, KAD) est créé le 20 décembre 1948 en réunissant les compétences du ministère de la Justice en matière de questions communales, et du ministère des Affaires sociales à propos du travail et du marché de l'emploi. Il devient le ministère des Collectivités territoriales (Kommunaldepartementet, KOM) le 1er janvier 1990, après avoir perdu ses compétences en matière de travail et de logement.
Après avoir retrouvé ses compétences dans le domaine de l'emploi, il redevient le 1er janvier 1993 le ministère des Collectivités territoriales et du Travail. Le 1er janvier 1998, le département perd de nouveau ses compétences autour du marché du travail, devenant le ministère des Collectivités territoriales et du Développement régional (Kommunal- og regionaldepartementet, KRD), à qui les attributions en matière d'intégration, d'immigration et de minorités nationales sont retirées en 2005 au profit du ministère du Travail.
Le 1er janvier 2014, le ministère prend le nom de ministère des Collectivités territoriales et de la Modernisation, récupérant la grande majorité des compétences du ministère de l'Administration publique. Le 3 mai 2019, il se voit confier la question des communications électroniques et du numérique. Il prend son nom actuel le 1er janvier 2022.

## Fonctions

### Missions
Le ministère est chargé : 
- du logement et de la construction ;
- des finances locales ;
- des technologies de l'information et de la communication ;
- de la réforme du secteur public ;
- de la politique rurale et régionale ;
- des administrations locales ;
- de l'organisation des élections ;
- de la fonction publique ;
- des bâtiments du gouvernement, des services administratifs, de sécurité ;
- des services et communications du gouvernement ;
- des Samis et des minorités ;
- du développement urbain, de l'aménagement du territoire municipal et régional et des études d'impact environnemental dans le cadre du code du logement et de la construction ;
- de la cartographie et de l'information géographique.

### Organisation
Le ministère s'organise entre les départements suivants : 
- département de l'Administration ;
- unité de la Communication ;
- département des Ressources humaines ;
- département de la Politique nationale des technologies de l'information, et de la Gouvernance publique ;
- département du Logement et de la Construction ;
- département des Collectivités territoriales ;
- département de l'Aménagement du territoire ;
- département du Développement régional ;
- département des Affaires autochtones et des minorités nationales ;
- département des Services gouvernementaux.